# Rudolf Havlík (politik)
Rudolf Havlík (15. prosince 1879 Ivanovice na Hané – 23. srpna 1953 Ivanovice na Hané) byl český a československý politik a meziválečný senátor Národního shromáždění ČSR za Československou sociálně demokratickou stranu dělnickou.

## Biografie
Po komunálních volbách roku 1919 byl zvolen starostou obce Ivanovice na Hané. Profesí byl knihkupcem na odpočinku v Ivanovicích na Hané.
Po parlamentních volbách v roce 1935 získal senátorské křeslo v Národním shromáždění. Mandát nabyl až dodatečně v roce 1936 jako náhradník poté, co zemřel senátor Jan Filipinský. V senátu setrval do jeho zrušení v roce 1939, přičemž krátce předtím ještě v prosinci 1938 přestoupil do nově vzniklé Národní strany práce.